# جورج بيشوب
جورج بيشوب (بالإنجليزية: George Bishop)‏ (1901 في المملكة المتحدة - ) هو مدرب كرة قدم ولاعب كرة قدم بريطاني في مركز الدفاع. لعب مع نادي روتشديل ونادي ساوثهامبتون ونادي غيلينغهام ونادي ميرثير تيدفيل ‏ وEbbw Vale F.C. ‏ وMerthyr Town F.C. ‏.